# Cao Ang
Cao Ang (chino: 曹昂, pinyin: Cáo Áng, Wade-Giles: Ts'ao Ang; 175 – 197) fue un militar y funcionario chino, de las postrimerías de la dinastía Han.
Cao Ang es conocido por haber sido el hijo primogénito de Cao Cao, destacado militar, gobernante y escritor de la época final de la dinastía Han. Mientras que la vida de Cao Cao es muy conocida al formar parte de una de las obras literarias chinas más importantes, la Historia de los Tres Reinos, se sabe muy poco de la vida de Cao Ang, que murió en batalla, acribillado por las flechas, según la tradición, durante el motín de Zhang Xiu en Wancheng. 

## Vida
Cao Ang nació en el año 175, hijo de Cao Cao y la dama Liu. Uno de los pocos detalles conocidos de su juventud es su ingreso en el cuerpo de funcionarios del Estado a la edad de diecinueve años, mediante el proceso de recomendaciones conocido como xiàolián (孝廉), utilizado durante la dinastía Han.
Según las biografías recogidas en la obra Crónicas de los Tres Reinos (三國志 / 三国志 / Sān Guó Zhì) de Chen Shou, en el año 197 Cao Ang acompañó a su padre en una campaña para conquistar la región de Jingzhou (荆州, en las actuales provincias de Hubei y Hunan). Zhang Xiu, caudillo militar que había ocupado la localidad de Wancheng (宛城, actualmente Nanyang en Henan), se rindió a Cao Cao, quien tomó como concubina a la viuda de Zhang Ji, tío lejano y predecesor de Zhang Xiu, para humillación de este último, que deseaba vengarse. Cuando Cao Cao conoció las intenciones de Zhang Xiu, ideó un plan para asesinarlo. Sin embargo, el plan fue divulgado y Zhang Xiu tomó la iniciativa para atacar el campamento de Cao Cao.
Tomadas por sorpresa, las tropas de Cao Cao fueron abrumadas por el enemigo. Durante la precipitada retirada, el caballo de Cao Cao fue herido gravemente por flechas perdidas y cayó abatido. Entonces, Cao Ang ofreció su caballo a Cao Cao, quien consiguió escapar. Sin embargo, las tropas enemigas mataron a Cao Ang y a su primo Cáo Ānmín (曹安民).
Cao Ang no tuvo hijos. Por ello, otro hijo de Cao Cao Cao Pi, después de ascender al trono, decretó que su sobrino Cao Wan (曹琬), hijo del hermano de ambos Cao Jun (曹均), sucediera a Cao Ang en la línea sucesoria del título nobiliario (rey, o príncipe, de Fengmin) que Cao Ang, como hijo de Cao Cao, ostentaba.